# Analogie elektrischer und magnetischer Größen
Die Analogie elektrischer und magnetischer Größen ist eine Folge der starken Symmetrie  in den Maxwellschen Gleichungen zwischen den auftretenden elektrischen und magnetischen Größen. Diese Analogien sind für das Verstehen elektromagnetischer und elektrotechnischer Zusammenhänge und Erscheinungen hilfreich und werden in Lehrbüchern häufig angegeben.
So haben die Größen des stationären Strömungsfeldes eine starke Analogie zur Strömungsmechanik sowie zur Thermodynamik und sind recht anschaulich erklärbar (siehe auch Elektro-Hydraulische Analogie). Die Größen des elektrostatischen und des magnetischen Feldes sind eher abstrakt, können aber über die Analogie gut verstanden werden. Darüber hinaus wird der Unterschied zwischen elektrischem und magnetischem Feld (z. B. elektrische und magnetische Monopole, Lenzsche Regel) in den Analogien sehr deutlich.
|                                          | Elektrische Größen | Elektrische Größen | Magnetische Größen |
|                                          | Elektrostatisches Feld | Stationäres Strömungsfeld | Magnetisches Feld |
| ---------------------------------------- | --- | --- | --- |
| Partikuläre Quellgröße                   | Elektrische Ladung {\displaystyle Q} | Elektrische Ladung {\displaystyle Q} | keine Quellgröße bekannt (Fiktiver magnetischer Monopol) |
| Feldstärke                               | Elektrische Feldstärke {\displaystyle {\vec {E}}={\frac {\vec {F}}{Q}}} | Elektrische Feldstärke {\displaystyle {\vec {E}}={\frac {\vec {F}}{Q}}} | Magnetische Feldstärke {\displaystyle {\vec {H}}} |
| Materialparameter                        | Permittivität {\displaystyle \varepsilon } | Spezifischer Leitwert / Widerstand {\displaystyle \sigma ={\frac {1}{\rho }}} | Permeabilität {\displaystyle \mu } |
|                                          | Komplexe Permittivität {\displaystyle \varepsilon -{\text{j}}{\frac {\sigma }{\omega }}} | Komplexe Permittivität {\displaystyle \varepsilon -{\text{j}}{\frac {\sigma }{\omega }}} | Permeabilität {\displaystyle \mu } |
| Flussdichtegröße                         | Elektrische Flussdichte {\displaystyle {\vec {D}}=\varepsilon {\vec {E}}} | Stromdichte {\displaystyle {\vec {J}}=\sigma {\vec {E}}} | Magnetische Flussdichte {\displaystyle {\vec {B}}=\mu {\vec {H}}} |
| Flussgröße Fluss                         | Elektrischer Fluss {\displaystyle {\mathit {\Psi }}=\int \limits _{A}{{\vec {D}}\cdot {\text{d}}{\vec {A}}}} | Strom (Ladungsfluss) {\displaystyle i=\int \limits _{A}{{\vec {J}}\cdot {\text{d}}{\vec {A}}}} | Magnetischer Fluss {\displaystyle \Phi =\int \limits _{A}{{\vec {B}}\cdot {\text{d}}{\vec {A}}}} |
| Fluss durch Volumen                      | Umfasste Ladung {\displaystyle \oint \limits _{A}{{\vec {D}}\cdot {\text{d}}{\vec {A}}}=Q_{\text{umfasst}}} | Integraler Knotensatz {\displaystyle \oint \limits _{A}{{\vec {J}}\cdot {\text{d}}{\vec {A}}}=0} | Integraler magnetischer Knotensatz {\displaystyle \oint \limits _{A}{{\vec {B}}\cdot {\text{d}}{\vec {A}}}=0} |
| Knotenpunktsatz                          | 1. Kirchhoffsches Gesetz {\displaystyle \sum \limits _{\text{Knoten}}{i}=0,\ \ \ \ i=\int \limits _{A}{\left({\vec {J}}+{\frac {{\text{d}}{\vec {D}}}{{\text{d}}t}}\right)}\cdot {\text{d}}{\vec {A}}}                      | 1. Kirchhoffsches Gesetz {\displaystyle \sum \limits _{\text{Knoten}}{i}=0,\ \ \ \ i=\int \limits _{A}{\left({\vec {J}}+{\frac {{\text{d}}{\vec {D}}}{{\text{d}}t}}\right)}\cdot {\text{d}}{\vec {A}}}                      | Magnetischer Knotenpunktsatz {\displaystyle \sum \limits _{\text{Knoten}}{\Phi }=0} |
| Integrale Feldstärkegrößen               | Elektrische Spannung {\displaystyle u=\int \limits _{s}{{\vec {E}}\cdot {\text{d}}{\vec {s}}}} | Elektrische Spannung {\displaystyle u=\int \limits _{s}{{\vec {E}}\cdot {\text{d}}{\vec {s}}}} | Magnetische Spannung {\displaystyle {{V}_{m}}=\int \limits _{s}{{\vec {H}}\cdot {\text{d}}{\vec {s}}}} |
| Potential                                | Elektrisches Potential {\displaystyle {{\varphi }_{P}}=\int \limits _{P}^{\operatorname {O} }{{\vec {E}}\cdot {\text{d}}{\vec {s}}}}                                                                                        | Elektrisches Potential {\displaystyle {{\varphi }_{P}}=\int \limits _{P}^{\operatorname {O} }{{\vec {E}}\cdot {\text{d}}{\vec {s}}}}                                                                                        | Magnetisches Potential {\displaystyle {{V}_{P}}=\int \limits _{P}^{\operatorname {O} }{{\vec {H}}\cdot {\text{d}}{\vec {s}}}} |
| Integrale Quellgröße                     | Elektrische Quellspannung (Induktionsgesetz) {\displaystyle {{u}_{0}}=\oint \limits _{(A)}{{\vec {E}}\cdot {\text{d}}{\vec {s}}}=-\int \limits _{A}{{\frac {{\text{d}}{\vec {B}}}{{\text{d}}t}}\cdot {\text{d}}{\vec {A}}}} | Elektrische Quellspannung (Induktionsgesetz) {\displaystyle {{u}_{0}}=\oint \limits _{(A)}{{\vec {E}}\cdot {\text{d}}{\vec {s}}}=-\int \limits _{A}{{\frac {{\text{d}}{\vec {B}}}{{\text{d}}t}}\cdot {\text{d}}{\vec {A}}}} | Magnetische Quellspannung (Durchflutung) {\displaystyle \Theta =\oint \limits _{(A)}{{\vec {H}}\cdot {\text{d}}{\vec {s}}}=\int \limits _{A}{\left({\vec {J}}+{\frac {{\text{d}}{\vec {D}}}{{\text{d}}t}}\right)\cdot {\text{d}}{\vec {A}}}} |
| Maschensätze                             | 2. Kirchhoffsches Gesetz {\displaystyle \sum \limits _{\text{Masche}}{u}=\sum \limits _{\text{Masche}}{{u}_{0}}} | 2. Kirchhoffsches Gesetz {\displaystyle \sum \limits _{\text{Masche}}{u}=\sum \limits _{\text{Masche}}{{u}_{0}}} | Magnetischer Maschensatz {\displaystyle \sum \limits _{\text{Masche}}{{V}_{m}}=\sum \limits _{\text{Masche}}{\Theta }} |
| Energiedichte                            | Elektrische Energiedichte {\displaystyle w={\frac {DE}{2}}} | Verlustleistungsdichte {\displaystyle {{p}_{V}}=SE} | Magnetische Energiedichte {\displaystyle w={\frac {BH}{2}}} |
| Feldenergie                              | Elektrische Feldenergie {\displaystyle W={\frac {Qu}{2}}} | | Magnetische Feldenergie {\displaystyle W={\frac {\Psi i}{2}}} |
| Elektrotechnisches Bauelement            | Kondensator | Widerstand | Induktivität / Spule |
| Eigenschaft                              | Kapazität | Widerstand | Induktivität |
| Definitionsgleichung                     | Kapazität {\displaystyle C={\frac {Q}{u}}} | Leitwert / Widerstand {\displaystyle G={\frac {i}{u}}={\frac {1}{R}}} | Induktivität {\displaystyle L={\frac {\Psi }{i}}={\frac {N\Phi }{i}}} |
| Bemessungsgleichung aus Feldgrößen       | {\displaystyle C={\frac {\int \limits _{A}{{\vec {D}}\cdot {\text{d}}{\vec {A}}}}{\int \limits _{s}{{\vec {E}}\cdot {\text{d}}{\vec {s}}}}}}                                                                                | {\displaystyle G={\frac {\int \limits _{A}{{\vec {J}}\cdot {\text{d}}{\vec {A}}}}{\int \limits _{s}{{\vec {E}}\cdot {\text{d}}{\vec {s}}}}}}                                                                                | {\displaystyle L={\frac {\int \limits _{A}{{\vec {B}}\cdot {\text{d}}{\vec {A}}}}{\int \limits _{s}{{\vec {H}}\cdot {\text{d}}{\vec {s}}}}}}                                                                                                 |
| Bemessungsgleichungen für homogenes Feld | Kapazität {\displaystyle C=\varepsilon {\frac {A}{l}}} | Elektrischer Leitwert / Widerstand {\displaystyle G=\sigma {\frac {A}{l}}={\frac {1}{R}}} | Induktivität / Magnetischer Widerstand {\displaystyle L={{N}^{2}}\mu {\frac {A}{l}}={\frac {{N}^{2}}{{R}_{m}}}} |
|                                          | | Widerstand {\displaystyle R=\rho {\frac {l}{A}}={\frac {u}{i}}={\frac {1}{G}}} | Magnetischer Widerstand {\displaystyle {{R}_{m}}={\frac {1}{\mu }}{\frac {l}{A}}={\frac {{V}_{m}}{\Phi }}={\frac {{N}^{2}}{L}}} |
| Strom-Spannungs-Beziehung                | {\displaystyle i=C{\frac {{\text{d}}u}{{\text{d}}t}}} | Ohmsches Gesetz {\displaystyle i=Gu} | {\displaystyle u=L{\frac {{\text{d}}i}{{\text{d}}t}}} |

## Anmerkung
1. 1 2 3 4  Der magnetische Fluss ergibt sich durch Integration der Flussdichte über eine Fläche. Bei einer Spule mit einer Windung ist dies gerade die von der Windung umschlossene Fläche. Die Fläche bei Spulen mit mehreren Windungen ist eigentlich eine Schrauben- oder Wendelfläche. Da diese Windungen meist von ein und demselben magnetischen Fluss durchsetzt sind, werden sie als {\displaystyle N} Einzelwindungen betrachtet und in der Elektrotechnik der verkettete magnetische Fluss definiert. Es ergeben sich damit, in Übereinstimmung mit den meisten Lehrbüchern, die zusätzlichen Parameter {\displaystyle N} bzw. {\displaystyle {{N}^{2}}}. Für eine Windung oder bei eigentlich korrekter Berücksichtigung der dreidimensionalen Leitergeometrie in einer Spule kann der verkettete Fluss {\displaystyle \Psi } durch den magnetischen Fluss {\displaystyle \Phi } ersetzt werden und {\displaystyle N=1} (siehe auch Magnetischer Fluss).